# Campeonato Europeo de Baloncesto Masculino de 2015
El XXXIX Campeonato Europeo de Baloncesto Masculino se celebró del 5 al 20 de septiembre de 2015 bajo la denominación EuroBasket 2015. El evento fue organizado por la Confederación Europea de Baloncesto (FIBA Europa). Un total de 24 selecciones nacionales compitieron para llegar a los Juegos Olímpicos Río 2016 además de la consagración a nivel continental.
Las fases de grupos se celebraron en Berlín (Alemania), Zagreb (Croacia), Riga (Letonia) y Montpellier (Francia), siendo cada uno de los países anfitriones de cada uno de sus grupos en sus respectivas ciudades. La fase de cruces y final se celebraron en la ciudad de Villeneuve-d'Ascq (sede de Lille).
Inicialmente el país anfitrión iba a ser Ucrania, pero tras las revueltas en el país (a consecuencia del Euromaidán) FIBA Europa decidió retirar la organización y otorgársela a otra nación. Las ciudades ucranianas propuestas originalmente como sedes eran: Járkov, Donetsk, Dnipropetrovsk y Kiev para la primera fase, así como Odesa, Leópolis y Kiev para la segunda y las eliminatorias finales.

## Equipos participantes

Francia defendió el título en esta edición tras el conseguido en 2013.

Islandia participó en 2015 por primera vez en una fase final de un Eurobasket.

Países Bajos participó en 2015 en un Eurobasket tras 26 años de ausencia en la máxima competición europea.

Estonia participó en 2015 por primera vez en un Eurobasket en esta década y tras 14 años de ausencia en la máxima competición europea.

### Anfitrión
La selección anfitriona siempre tiene asegurada la presencia en el torneo. En este caso al haber sedes en cuatro países hubo cuatro participantes directos:
- Alemania
- Croacia (y clasificada también como cuarta del Eurobasket 2013)
- Francia (y clasificada también como campeona del Eurobasket 2013)
- Letonia

### Mundial
Las selecciones europeas clasificadas a la Copa Mundial anterior tienen plaza asegurada en el torneo:
- España (como anfitriona de la Copa Mundial de Baloncesto de 2014 y como tercera del Eurobasket 2013)
- Eslovenia (clasificada también como quinta del Eurobasket 2013)
- Lituania (clasificada también como subcampeona del Eurobasket 2013)
- Serbia (clasificada también como séptima del Eurobasket 2013, también clasificada como organizador)
- Ucrania (clasificada también como sexta del Eurobasket 2013)
- Finlandia
- Grecia
- Turquía

### Fase de clasificación
El resto de selecciones se clasificaron a través de la fase de clasificación:
- Italia
- Georgia
- Islandia
- Macedonia del Norte
- Israel
- Países Bajos
- Bosnia y Herzegovina
- Polonia
- Bélgica
- República Checa
- Estonia
- Rusia

## Sedes
| Lille                                    | Berlín Zagreb Riga Montpellier Lille | Berlín            |
| Stade Pierre-Mauroy (Villeneuve-d'Ascq)  | Berlín Zagreb Riga Montpellier Lille | O2 World          |
| Capacidad: 27.500 (configuración indoor) | Berlín Zagreb Riga Montpellier Lille | Capacidad: 14.500 |
|                                          | Berlín Zagreb Riga Montpellier Lille |                   |
| Montpellier                              | Berlín Zagreb Riga Montpellier Lille |                   |
| Arena Montpellier                        | Berlín Zagreb Riga Montpellier Lille | Riga              |
| Capacidad: 10.700                        | Berlín Zagreb Riga Montpellier Lille | Arena Riga        |
| Zagreb                                   | Berlín Zagreb Riga Montpellier Lille | Capacidad: 12.500 |
| Arena Zagreb                             | Berlín Zagreb Riga Montpellier Lille |                   |
| Capacidad: 16.500                        | Berlín Zagreb Riga Montpellier Lille |                   |

| Grupo                                         | Ciudad      | Instalación         | Capacidad |
| --------------------------------------------- | ----------- | ------------------- | --------- |
| A                                             | Montpellier | Arena Montpellier   | 10.700    |
| B                                             | Berlín      | O2 World            | 14.500    |
| C                                             | Zagreb      | Arena Zagreb        | 12.500    |
| D                                             | Riga        | Arena Riga          | 10.700    |
| Octavos y cuartos de final, semifinal y final | Lille       | Stade Pierre-Mauroy | 27.500    |

## Organización

### Grupos
| Grupo A              | Grupo B  | Grupo C             | Grupo D         |
| -------------------- | -------- | ------------------- | --------------- |
| Rusia                | Islandia | Países Bajos        | Estonia         |
| Bosnia y Herzegovina | Turquía  | Grecia              | Letonia         |
| Francia              | España   | Croacia             | Lituania        |
| Finlandia            | Serbia   | Eslovenia           | Ucrania         |
| Polonia              | Italia   | Macedonia del Norte | Bélgica         |
| Israel               | Alemania | Georgia             | República Checa |

## Primera fase

### Grupo A
|   | Equipo               | Pts | PG | PP | PF  | PC  | Dif |
| - | -------------------- | --- | -- | -- | --- | --- | --- |
| 1 | Francia              | 10  | 5  | 0  | 407 | 335 | 72  |
| 2 | Israel               | 8   | 3  | 2  | 375 | 384 | −9  |
| 3 | Polonia              | 8   | 3  | 2  | 367 | 352 | 15  |
| 4 | Finlandia            | 7   | 2  | 3  | 387 | 392 | −5  |
| 5 | Rusia                | 6   | 1  | 4  | 379 | 374 | 5   |
| 6 | Bosnia y Herzegovina | 6   | 1  | 4  | 324 | 402 | −78 |

| 5 de septiembre de 2015  |         |                      |                                        |
| Polonia                  | 68 - 64 | Bosnia y Herzegovina | 15:00 - Arena Montpellier, Montpellier |
| Israel                   | 76 - 73 | Rusia                | 17:30 - Arena Montpellier, Montpellier |
| Francia                  | 97 - 87 | Finlandia            | 21:00 - Arena Montpellier, Montpellier |
| 6 de septiembre de 2015  |         |                      |                                        |
| Rusia                    | 79 - 82 | Polonia              | 15:00 - Arena Montpellier, Montpellier |
| Finlandia                | 66 - 79 | Israel               | 17:30 - Arena Montpellier, Montpellier |
| Bosnia y Herzegovina     | 54 - 81 | Francia              | 21:00 - Arena Montpellier, Montpellier |
| 7 de septiembre de 2015  |         |                      |                                        |
| Finlandia                | 81 - 79 | Rusia                | 15:00 - Arena Montpellier, Montpellier |
| Israel                   | 84 - 86 | Bosnia y Herzegovina | 17:30 - Arena Montpellier, Montpellier |
| Francia                  | 69 - 66 | Polonia              | 21:00 - Arena Montpellier, Montpellier |
| 9 de septiembre de 2015  |         |                      |                                        |
| Bosnia y Herzegovina     | 59 - 88 | Finlandia            | 15:00 - Arena Montpellier, Montpellier |
| Polonia                  | 73 - 75 | Israel               | 17:30 - Arena Montpellier, Montpellier |
| Rusia                    | 67 - 74 | Francia              | 21:00 - Arena Montpellier, Montpellier |
| 10 de septiembre de 2015 |         |                      |                                        |
| Finlandia                | 65 - 78 | Polonia              | 15:00 - Arena Montpellier, Montpellier |
| Bosnia y Herzegovina     | 61 - 81 | Rusia                | 17:30 - Arena Montpellier, Montpellier |
| Israel                   | 61 - 86 | Francia              | 21:00 - Arena Montpellier, Montpellier |

### Grupo B
|   | Equipo   | Pts | PG | PP | PF  | PC  | Dif |
| - | -------- | --- | -- | -- | --- | --- | --- |
| 1 | Serbia   | 10  | 5  | 0  | 433 | 354 | 79  |
| 2 | España   | 8   | 3  | 2  | 448 | 411 | 37  |
| 3 | Italia   | 8   | 3  | 2  | 434 | 434 | 0   |
| 4 | Turquía  | 8   | 3  | 2  | 429 | 459 | −30 |
| 5 | Alemania | 6   | 1  | 4  | 370 | 379 | −9  |
| 6 | Islandia | 5   | 0  | 5  | 368 | 445 | −77 |

| 5 de septiembre de 2015  |           |          |                          |
| Alemania                 | 71 - 65   | Islandia | 15:00 - O2 World, Berlín |
| España                   | 70 - 80   | Serbia   | 18:00 - O2 World, Berlín |
| Italia                   | 87- 89    | Turquía  | 21:00 - O2 World, Berlín |
| 6 de septiembre de 2015  |           |          |                          |
| Serbia                   | 68 - 66   | Alemania | 15:00 - O2 World, Berlín |
| Islandia                 | 64 - 71   | Italia   | 18:00 - O2 World, Berlín |
| Turquía                  | 77 - 104  | España   | 21:00 - O2 World, Berlín |
| 8 de septiembre de 2015  |           |          |                          |
| Serbia                   | 93 - 64   | Islandia | 15:00 - O2 World, Berlín |
| Alemania                 | 75 - 80   | Turquía  | 18:00 - O2 World, Berlín |
| España                   | 98 - 105  | Italia   | 21:00 - O2 World, Berlín |
| 9 de septiembre de 2015  |           |          |                          |
| Turquía                  | 72 - 91   | Serbia   | 15:00 - O2 World, Berlín |
| Italia                   | 89 - 82   | Alemania | 18:00 - O2 World, Berlín |
| Islandia                 | 73 - 99   | España   | 21:00 - O2 World, Berlín |
| 10 de septiembre de 2015 |           |          |                          |
| Serbia                   | 101 - 82  | Italia   | 15:00 - O2 World, Berlín |
| Alemania                 | 76 - 77   | España   | 18:00 - O2 World, Berlín |
| Turquía                  | 111 - 102 | Islandia | 21:00 - O2 World, Berlín |

### Grupo C
|   | Equipo              | Pts | PG | PP | PF  | PC  | Dif |
| - | ------------------- | --- | -- | -- | --- | --- | --- |
| 1 | Grecia              | 10  | 5  | 0  | 387 | 340 | 47  |
| 2 | Croacia             | 8   | 3  | 2  | 359 | 343 | 16  |
| 3 | Eslovenia           | 8   | 3  | 2  | 367 | 356 | 11  |
| 4 | Georgia             | 7   | 2  | 3  | 369 | 364 | 5   |
| 5 | Países Bajos        | 6   | 1  | 4  | 355 | 377 | −22 |
| 6 | Macedonia del Norte | 6   | 1  | 4  | 324 | 381 | −57 |

| уДЕФ                     |         |                     |                              |
| ------------------------ | ------- | ------------------- | ---------------------------- |
| 5 de septiembre de 2015  |         |                     |                              |
| Georgia                  | 72 - 73 | Países Bajos        | 15:00 - Arena Zagreb, Zagreb |
| Macedonia del Norte      | 65 - 85 | Grecia              | 18:00 - Arena Zagreb, Zagreb |
| Croacia                  | 80 - 73 | Eslovenia           | 21:00 - Arena Zagreb, Zagreb |
| 6 de septiembre de 2015  |         |                     |                              |
| Países Bajos             | 71 - 78 | Macedonia del Norte | 15:00 - Arena Zagreb, Zagreb |
| Eslovenia                | 79 - 68 | Georgia             | 18:00 - Arena Zagreb, Zagreb |
| Grecia                   | 72 - 70 | Croacia             | 21:00 - Arena Zagreb, Zagreb |
| 8 de septiembre de 2015  |         |                     |                              |
| Eslovenia                | 81 - 74 | Países Bajos        | 15:00 - Arena Zagreb, Zagreb |
| Georgia                  | 68 - 79 | Grecia              | 18:00 - Arena Zagreb, Zagreb |
| Croacia                  | 73 - 55 | Macedonia del Norte | 21:00 - Arena Zagreb, Zagreb |
| 9 de septiembre de 2015  |         |                     |                              |
| Grecia                   | 80 - 67 | Eslovenia           | 15:00 - Arena Zagreb, Zagreb |
| Macedonia del Norte      | 75 - 90 | Georgia             | 18:00 - Arena Zagreb, Zagreb |
| Países Bajos             | 72 - 78 | Croacia             | 21:00 - Arena Zagreb, Zagreb |
| 10 de septiembre de 2015 |         |                     |                              |
| Eslovenia                | 62 - 51 | Macedonia del Norte | 15:00 - Arena Zagreb, Zagreb |
| Georgia                  | 71 - 58 | Croacia             | 18:00 - Arena Zagreb, Zagreb |
| Grecia                   | 68 - 65 | Países Bajos        | 21:00 - Arena Zagreb, Zagreb |

### Grupo D
|   | Equipo          | Pts | PG | PP | PF  | PC  | Dif |
| - | --------------- | --- | -- | -- | --- | --- | --- |
| 1 | Lituania        | 9   | 4  | 1  | 360 | 336 | 24  |
| 2 | Letonia         | 8   | 3  | 2  | 348 | 339 | 9   |
| 3 | República Checa | 8   | 3  | 2  | 370 | 342 | 28  |
| 4 | Bélgica         | 8   | 3  | 2  | 370 | 344 | 26  |
| 5 | Estonia         | 6   | 1  | 4  | 316 | 374 | −58 |
| 6 | Ucrania         | 6   | 1  | 4  | 349 | 378 | −29 |

| 5 de septiembre de 2015  |         |                 |                          |
| República Checa          | 80 - 57 | Estonia         | 15:30 - Arena Riga, Riga |
| Bélgica                  | 67 - 78 | Letonia         | 18:30 - Arena Riga, Riga |
| Lituania                 | 69 - 68 | Ucrania         | 21:30 - Arena Riga, Riga |
| 6 de septiembre de 2015  |         |                 |                          |
| Estonia                  | 55 - 84 | Bélgica         | 15:30 - Arena Riga, Riga |
| Lituania                 | 68 - 49 | Letonia         | 18:30 - Arena Riga, Riga |
| Ucrania                  | 64 - 78 | República Checa | 21:30 - Arena Riga, Riga |
| 7 de septiembre de 2015  |         |                 |                          |
| Lituania                 | 74 - 76 | Bélgica         | 15:30 - Arena Riga, Riga |
| República Checa          | 65 - 72 | Letonia         | 18:30 - Arena Riga, Riga |
| Ucrania                  | 71 - 78 | Estonia         | 21:30 - Arena Riga, Riga |
| 9 de septiembre de 2015  |         |                 |                          |
| Bélgica                  | 64 - 66 | República Checa | 15:30 - Arena Riga, Riga |
| Letonia                  | 74 - 75 | Ucrania         | 18:30 - Arena Riga, Riga |
| Estonia                  | 62 - 64 | Lituania        | 21:30 - Arena Riga, Riga |
| 10 de septiembre de 2015 |         |                 |                          |
| Ucrania                  | 71 - 79 | Bélgica         | 15:30 - Arena Riga, Riga |
| Estonia                  | 64 - 75 | Letonia         | 18:30 - Arena Riga, Riga |
| República Checa          | 81 - 85 | Lituania        | 21:30 - Arena Riga, Riga |

## Fase final
|  | Octavos de final      | Octavos de final      |                 |         | Cuartos de final      | Cuartos de final      |  |        | Semifinales           | Semifinales           |         |              | Final            | Final            |  |
|  | 12 y 13 de septiembre | 12 y 13 de septiembre |                 |         | 15 y 16 de septiembre | 15 y 16 de septiembre |  |        | 17 y 18 de septiembre | 17 y 18 de septiembre |         |              | 20 de septiembre | 20 de septiembre |  |
|  |                       |                       |                 |         |                       |                       |  |        |                       |                       |         |              |                  |                  |  |
|  |                       |                       |                 |         |                       |                       |  |        |                       |                       |         |              |                  |                  |  |
|  | España                | 80                    |                 |         |                       |                       |  |        |                       |                       |         |              |                  |                  |  |
|  | España                | 80                    |                 |         |                       |                       |  |        |                       |                       |         |              |                  |                  |  |
|  | Polonia               | 66                    |                 |         |                       |                       |  |        |                       |                       |         |              |                  |                  |  |
|  | Polonia               | 66                    |                 | España  | 73                    |                       |  |        |                       |                       |         |              |                  |                  |  |
|  |                       |                       |                 | España  | 73                    |                       |  |        |                       |                       |         |              |                  |                  |  |
|  |                       |                       | Grecia          | 71      |                       |                       |  |        |                       |                       |         |              |                  |                  |  |
|  | Grecia                | 75                    | Grecia          | 71      |                       |                       |  |        |                       |                       |         |              |                  |                  |  |
|  | Grecia                | 75                    |                 |         |                       |                       |  |        |                       |                       |         |              |                  |                  |  |
|  | Bélgica               | 54                    |                 |         |                       |                       |  |        |                       |                       |         |              |                  |                  |  |
|  | Bélgica               | 54                    |                 |         |                       |                       |  | España | 80                    |                       |         |              |                  |                  |  |
|  |                       |                       |                 |         |                       |                       |  | España | 80                    |                       |         |              |                  |                  |  |
|  |                       |                       | Francia         | 75      |                       |                       |  |        |                       |                       |         |              |                  |                  |  |
|  | Francia               | 76                    | Francia         | 75      |                       |                       |  |        |                       |                       |         |              |                  |                  |  |
|  | Francia               | 76                    |                 |         |                       |                       |  |        |                       |                       |         |              |                  |                  |  |
|  | Turquía               | 53                    |                 |         |                       |                       |  |        |                       |                       |         |              |                  |                  |  |
|  | Turquía               | 53                    |                 | Francia | 84                    |                       |  |        |                       |                       |         |              |                  |                  |  |
|  |                       |                       |                 | Francia | 84                    |                       |  |        |                       |                       |         |              |                  |                  |  |
|  |                       |                       | Letonia         | 70      |                       |                       |  |        |                       |                       |         |              |                  |                  |  |
|  | Letonia               | 73                    | Letonia         | 70      |                       |                       |  |        |                       |                       |         |              |                  |                  |  |
|  | Letonia               | 73                    |                 |         |                       |                       |  |        |                       |                       |         |              |                  |                  |  |
|  | Eslovenia             | 66                    |                 |         |                       |                       |  |        |                       |                       |         |              |                  |                  |  |
|  | Eslovenia             | 66                    |                 |         |                       |                       |  |        |                       |                       |         | España       | 80               |                  |  |
|  |                       |                       |                 |         |                       |                       |  |        |                       |                       |         | España       | 80               |                  |  |
|  |                       |                       | Lituania        | 63      |                       |                       |  |        |                       |                       |         |              |                  |                  |  |
|  | Serbia                | 94                    | Lituania        | 63      |                       |                       |  |        |                       |                       |         |              |                  |                  |  |
|  | Serbia                | 94                    |                 |         |                       |                       |  |        |                       |                       |         |              |                  |                  |  |
|  | Finlandia             | 81                    |                 |         |                       |                       |  |        |                       |                       |         |              |                  |                  |  |
|  | Finlandia             | 81                    |                 | Serbia  | 89                    |                       |  |        |                       |                       |         |              |                  |                  |  |
|  |                       |                       |                 | Serbia  | 89                    |                       |  |        |                       |                       |         |              |                  |                  |  |
|  |                       |                       | República Checa | 75      |                       |                       |  |        |                       |                       |         |              |                  |                  |  |
|  | Croacia               | 59                    | República Checa | 75      |                       |                       |  |        |                       |                       |         |              |                  |                  |  |
|  | Croacia               | 59                    |                 |         |                       |                       |  |        |                       |                       |         |              |                  |                  |  |
|  | República Checa       | 80                    |                 |         |                       |                       |  |        |                       |                       |         |              |                  |                  |  |
|  | República Checa       | 80                    |                 |         |                       |                       |  | Serbia | 64                    |                       |         |              |                  |                  |  |
|  |                       |                       |                 |         |                       |                       |  | Serbia | 64                    |                       |         |              |                  |                  |  |
|  |                       |                       | Lituania        | 67      |                       |                       |  |        |                       |                       |         |              |                  |                  |  |
|  | Israel                | 52                    | Lituania        | 67      |                       |                       |  |        |                       |                       |         |              |                  |                  |  |
|  | Israel                | 52                    |                 |         |                       |                       |  |        |                       |                       |         |              |                  |                  |  |
|  | Italia                | 82                    |                 |         |                       |                       |  |        |                       |                       |         |              |                  |                  |  |
|  | Italia                | 82                    |                 | Italia  | 85                    |                       |  |        |                       |                       |         | Tercer lugar | Tercer lugar     |                  |  |
|  |                       |                       |                 | Italia  | 85                    |                       |  |        |                       |                       |         | Tercer lugar | Tercer lugar     |                  |  |
|  |                       |                       | Lituania        | 95      |                       |                       |  |        |                       |                       |         |              |                  |                  |  |
|  | Lituania              | 85                    | Lituania        | 95      |                       |                       |  |        |                       |                       | Francia | 81           |                  |                  |  |
|  | Lituania              | 85                    |                 |         |                       |                       |  |        |                       |                       | Francia | 81           |                  |                  |  |
|  | Georgia               | 81                    |                 |         |                       |                       |  |        |                       |                       |         |              | Serbia           | 68               |  |
|  | Georgia               | 81                    |                 |         |                       |                       |  |        |                       |                       |         |              | Serbia           | 68               |  |
|  |                       |                       |                 |         |                       |                       |  |        |                       |                       |         |              |                  |                  |  |

### Ronda de clasificación para el torneo preolímpico
Los ganadores de la ronda para los puestos del 3.º al 7.º van al torneo preolímpico. Los perdedores se juegan el puesto por la séptima plaza del Eurobasket que determina el último puesto europeo para el torneo preolímpico. El torneo preolímpico en realidad son tres torneos independientes, en tres sedes, donde solo el ganador de cada uno va a las olimpiadas. Habrá 6 participantes en cada uno de los tres torneos, procedentes de todo el mundo.
|  | Puestos 5.º al 8.º | Puestos 5.º al 8.º | Puestos 5.º al 8.º |                 |         | Partido por el 7.º puesto (no hay partido por el 5.º puesto) | Partido por el 7.º puesto (no hay partido por el 5.º puesto) | Partido por el 7.º puesto (no hay partido por el 5.º puesto) |  |
|  |                    |                    |                    |                 |         |                                                              |                                                              |                                                              |  |
|  |                    |                    |                    |                 |         |                                                              |                                                              |                                                              |  |
|  | Grecia             | Grecia             | 97                 |                 |         |                                                              |                                                              |                                                              |  |
|  | Grecia             | Grecia             | 97                 |                 |         |                                                              |                                                              |                                                              |  |
|  | Letonia            | Letonia            | 90                 |                 |         |                                                              |                                                              |                                                              |  |
|  | Letonia            | Letonia            | 90                 |                 | Letonia | Letonia                                                      | 70                                                           |                                                              |  |
|  |                    |                    |                    |                 | Letonia | Letonia                                                      | 70                                                           |                                                              |  |
|  |                    |                    | República Checa    | República Checa | 97      |                                                              |                                                              |                                                              |  |
|  | República Checa    | República Checa    | República Checa    | República Checa | 97      | 70                                                           |                                                              |                                                              |  |
|  | República Checa    | República Checa    |                    |                 |         | 70                                                           |                                                              |                                                              |  |
|  | Italia             | Italia             | 85                 |                 |         |                                                              |                                                              |                                                              |  |
|  | Italia             | Italia             | 85                 |                 |         |                                                              |                                                              |                                                              |  |
|  |                    |                    |                    |                 |         |                                                              |                                                              |                                                              |  |

## Clasificación final
| N.º | Equipo               | V-D |
| --- | -------------------- | --- |
|     | España               | 7-2 |
|     | Lituania             | 7-2 |
|     | Francia              | 8-1 |
| 4   | Serbia               | 7-2 |
| 5   | Grecia               | 7-1 |
| 5   | Italia               | 5-3 |
| 7   | República Checa      | 6-3 |
| 8   | Letonia              | 4-5 |
| 9   | Croacia              | 3–3 |
| 9   | Israel               | 3–3 |
| 9   | Polonia              | 3–3 |
| 9   | Eslovenia            | 3–3 |
| 9   | Bélgica              | 3–3 |
| 9   | Turquía              | 3–3 |
| 15  | Georgia              | 2–4 |
| 15  | Finlandia            | 2–4 |
| 17  | Rusia                | 1–4 |
| 17  | Alemania             | 1–4 |
| 17  | Macedonia del Norte  | 1–4 |
| 17  | Estonia              | 1–4 |
| 17  | Países Bajos         | 1–4 |
| 17  | Ucrania              | 1–4 |
| 17  | Bosnia y Herzegovina | 1–4 |
| 24  | Islandia             | 0–5 |

## Plantillas de los 4 primeros clasificados
- 1 España:

Pau Gasol, Rudy Fernández, Sergio Rodríguez, Willy Hernangómez, Pau Ribas, Felipe Reyes, Víctor Claver, Fernando San Emeterio, Sergio Llull, Pablo Aguilar, Nikola Mirotić, Guillem Vives. Entrenador: Sergio Scariolo.
- 2 Lituania:

Mantas Kalnietis, Deividas Gailius, Jonas Mačiulis, Renaldas Seibutis, Domantas Sabonis, Antanas Kavaliauskas, Paulius Jankūnas, Robertas Javtokas, Jonas Valančiūnas, Mindaugas Kuzminskas, Artūras Milaknis, Lukas Lekavičius. 
Entrenador: Jonas Kazlauskas.
- 3 Francia:

Léo Westermann, Nicolas Batum, Joffrey Lauvergne, Charles Lombahe-Kahudi, Tony Parker, Evan Fournier, Florent Piétrus, Nando de Colo, Boris Diaw, Mickaël Gelabale, Rudy Gobert, Mouhammadou Jaiteh. Entrenador: Vincent Collet.
- 4 Serbia:

Miloš Teodosić, Marko Simonović, Ognjen Kuzmić, Bogdan Bogdanović , Nemanja Bjelica, Stefan Marković, Nikola Kalinić , Nemanja Nedović, Dragan Milosavljević, Miroslav Raduljica, Zoran Erceg, Nikola Milutinov. Entrenador: Aleksandar Đorđević.